# A One Cylinder Love Riot
A One Cylinder Love Riot è un cortometraggio muto del 1920 diretto da Tom Buckingham.

## Produzione
Il film fu prodotto dall'United States Moving Picture Corporation (con il nome Rainbow Comedies).

## Distribuzione
Distribuito dalla Universal Film Manufacturing Company, il film uscì nelle sale cinematografiche USA il 16 agosto 1920.